# 초경
초경(Menarche)은 처음으로 하는 월경으로 사춘기 중기에 일어난다. 생식능력의 지표로 생각되지만 초경 이전에 배란을 했는데도 월경을 하지 않거나, 오히려 배란 없이 초경을 하는 일이 많다.
조혼이 성행하고 초경 연령이 늦던 근대사회에서는 초경 이전에 결혼해서 부부관계를 가지면서 월경없이 자식을 보는 경우도 있다.
육류 섭취가 늘어나고 영양 상태가 개선되면서 요즘은 초등학교 3~4학년때 초경하는 비율이 약 40%나 된다. 그리고 전세계적으로 초경연령이 낮아지는 추세에 속하기도 하다.
하지만 초경을 초등학교 3학년 학기초 이전에 초경이 시작되는 것을 《성조숙증》이라고 한다.

## 같이 보기
- 월경
- 생리통

## 초경 전 증상
초경 전 증상으로 가슴발달, 음모와 겨드랑이 털, 냉대하, 여드름이 있고 초경하기 며칠전에 바늘로 배를 찌르는듯한 배아픔이 있다. 그 배아픔은 생리통이라 한다.

## 문화
- 일본에서는 팥밥을 먹이며 축하해준다.
- 네팔에서는 쿠마리가 초경을 하면 여신에서 신성이 빠져나가 사람이 됐다고 하여 자리가 박탈된다.